# Cabinet Lubbers II
Pour les articles homonymes, voir Cabinet Lubbers.
 (septembre 2023).
Si vous disposez d'ouvrages ou d'articles de référence ou si vous connaissez des sites web de qualité traitant du thème abordé ici, merci de compléter l'article en donnant les références utiles à sa vérifiabilité et en les liant à la section « Notes et références ».
Royaume des Pays-Bas
Lubbers I Lubbers III
Le cabinet Lubbers II (en néerlandais : Kabinet-Lubbers II) est le gouvernement du Royaume des Pays-Bas entre le 14 juillet 1986 et le 7 novembre 1989, durant la vingt-huitième législature de la Seconde Chambre des États généraux.

## Coalition et historique
Dirigé par le Premier ministre chrétien-démocrate sortant Ruud Lubbers, ce gouvernement est constitué et soutenu par une coalition entre l'Appel démocrate-chrétien (CDA) et le Parti populaire libéral et démocrate (VVD). Ensemble, ils disposent de 81 représentants sur 150, soit 53,6 % des sièges de la Seconde Chambre.
Il est formé à la suite des élections législatives anticipées du 21 mai 1986, et succède au cabinet Lubbers I, constitué et soutenu par une coalition identique. Lors de ce scrutin, le CDA a nettement accru l'écart avec le VVD, le multipliant par trois, mais a décidé de poursuivre leur collaboration.
Le 3 mai 1989, un conflit entre les deux partenaires de la majorité au sujet du prix de l'essence conduit à la chute de l'exécutif. Lors des élections législatives anticipées du 6 septembre suivant, les chrétiens-démocrates confortent leur statut de première force politique du pays, mais le recul des libéraux laisse la coalition sortante avec seulement 76 députés. Le CDA préfère alors se tourner vers le Parti travailliste (PvdA), qui offre une assise parlementaire bien plus stable, les deux constituant le cabinet Lubbers III.

## Composition
| Poste                                                                                           | Titulaire | Titulaire                                                       | Parti |
| ----------------------------------------------------------------------------------------------- | --------- | --------------------------------------------------------------- | ----- |
| Premier ministre Ministre des Affaires générales                                                |           | Ruud Lubbers                                                    | CDA   |
| Vice-Premier ministre Ministre des Affaires économiques                                         |           | Rudolf de Korte                                                 | VVD   |
| Ministre des Affaires étrangères                                                                |           | Hans van den Broek                                              | CDA   |
| Ministre de la Coopération pour le développement                                                |           | Piet Bukman                                                     | CDA   |
| Ministre de la Justice                                                                          |           | Frits Korthals Altes                                            | VVD   |
| Ministre des Affaires intérieures                                                               |           | Kees van Dijk (Intérim de Jan de Koning du 03/02 au 06/05/1987) | CDA   |
| Ministre de l'Éducation et de la Science                                                        |           | Wim Deetman (jusqu'au 15/09/1989) Intérim de Gerrit Braks       | CDA   |
| Ministre des Finances                                                                           |           | Onno Ruding                                                     | CDA   |
| Ministre de la Défense                                                                          |           | Wim van Eekelen (jusqu'au 06/09/1988)                           | VVD   |
| Ministre de la Défense                                                                          |           | Intérim de Piet Bukman                                          | CDA   |
| Ministre de la Défense                                                                          |           | Frits Bolkestein (à partir du 24/09/1988)                       | VVD   |
| Ministre du Logement, de l'Aménagement du territoire et de l'Environnement                      |           | Ed Nijpels                                                      | VVD   |
| Ministre des Transports et des Eaux                                                             |           | Neelie Kroes                                                    | VVD   |
| Ministre de l'Agriculture et de la Pêche                                                        |           | Gerrit Braks                                                    | CDA   |
| Ministre des Affaires sociales et de l'Emploi Ministre pour les Antilles néerlandaises et Aruba |           | Jan de Koning                                                   | CDA   |
| Ministre du Bien-être, de la Santé et de la Culture                                             |           | Elco Brinkman                                                   | CDA   |